# Hawrani Kocioł
Hawrani Kocioł – lodowcowy kocioł w Dolinie Hawraniej w słowackich Tatrach Bielskich. Ma dno na wysokości około 1700 m i jest najwyższym piętrem tej doliny. Znajduje się powyżej Wyżniej Hawraniej Polany, oddzielony od niej pasem lasu o szerokości około 200 m. Od południowej strony ograniczają go łagodne stoki Hawrania, od wschodu również łagodne stoki północno-wschodniej grani Hawrania. Tylko od zachodu do kotła stromo opadają skalisto-trawiaste ściany Kominów Zdziarskich. Na północ kocioł opada progiem o wysokości około 150 m do górnego końca Hawraniej Równi. Próg ten można jednak przejść po lewej lub prawej stronie (0- w skali tatrzańskiej) lub skośnym zachodem (I).
Nazwę nadał Władysław Cywiński w 4 tomie przewodnika Tatry. Kocioł znajduje się na zamkniętym dla turystów i taterników obszarze ochrony ścisłej Tatrzańskiego Parku Narodowego. 